# 韓爌
韓爌（1566年—1644年），字虞臣，號象云，山西平阳府蒲州（今永济）盘底村人，明朝政治人物，進士出身。

## 生平
萬曆十六年（1588年）戊子科山西鄉試舉人，二十年（1592年）登壬辰科二甲十一名進士，工部觀政，改翰林院庶吉士，二十二年授编修，二十七年丁憂，三十六年升右中允，四十年十月升左庶子兼翰林院侍讀，管左春坊印，四十三年升少詹事兼翰林院侍讀學士，协理府事，纂修玉牒，四十四年八月皇太子出閣講學，为侍班官，任東宮講官。萬曆四十五年（1617年）五月升礼部右侍郎，仍兼翰林院侍讀學士，协理詹事府事。四十七年任會試副主考官，四十八年二月升本部左侍郎，教习庶吉士。泰昌元年（1620年）八月任礼部尚书兼东阁大学士，十月升太子太保、户部尚書，進文淵閣大學士。天启元年，加少保兼太子太保、吏部尚書，進武英殿大學士，上書請求開經筵、發內帑等俱得到明熹宗允許，本年加升少傅、中極殿大學士，加左柱國、少師兼太子太師。天启四年（1624年）魏忠賢妄興汪文言獄，副都御史楊漣憤而参劾魏忠贤二十四大罪，忠贤惊恐，求韩爌解救，韓爌不應。遭魏黨李魯生彈劾，本年致仕，馳驛回籍。天启五年（1625年）七月二十六日，楊漣與左光斗同日死於獄中。同年，韓爌去職後又被诬陷贪赃白银二千两，傾家蕩產，家人也被打死了，韓爌只能居先人墓地。
崇祯元年（1628年）崇祯帝即位後，十二月，再召为首辅。韩爌與天主教人士如徐光啟、湯若望有往來，家族中有領洗入天主教者。出任首輔期間，主持了欽定閹黨逆案，又曾反對兵科給事中劉懋的裁驛之議，并向崇祯帝進言收斂了熊廷弼的遺骸。崇祯三年（1630年）因门生袁崇煥擅殺毛文龍事被罢职，正月十五日上疏辞官。崇祯十七年（1644年）春，李自成陷蒲州，挾持韩爌之孫强迫見面，韩爌不得不出面。不久憂愤卒，年八十岁。

## 評價
倪元璐：「韓爌清忠有執，上所鑑知。」
《雍正山西通志》評價曰：「爌先后作相，老成慎重，引正人，抑邪党，天下称其贤。」
陳盟《崇禎內閣行略》評價曰:「公生平醕正誠篤，忠貞自任，有古大臣之風。而時方繩急，不無柄鑿，未克竟其用憎哉！」
王世德《崇禎遺錄》評價曰:「上命太監王永祚問方略于首輔韓爌，爌以遷都對。永祚正色曰：「是何言耶？根本重地，宗廟陵寢在焉，何得輕建此議？」上初悉奪宦官權，一心委任大臣，而大臣多此類，上始有輕士大夫意。」
《明史.韓爌傳》評價曰:「既向高罷，爌為首輔，每事持正，為善類所倚。」「劉一燝、韓爌諸人，雖居端揆之地，而宵小比肩，權璫掣肘，紛撓杌隉，幾不自全。」
《東林列傳》外史氏曰:「東林無韓(爌)、葉(向高)二賢，不特無噍類，並三族而禍之矣。 委宛於中，調燮於內，其功鉅矣。 餘故以二君子為東林宰。」

## 家族
- 曾祖韓霐，義官。
- 祖韓玻，赠工科右给事中。
- 父韩楫，嘉靖四十四年进士，吏科都给事中。
- 曾孙正红旗汉军、清江苏巡抚、兵部尚书韩世琦（字心康）（载道光版《苏州府志》卷70）。

## 延伸阅读
[在维基数据编辑]
 《明史卷二百四十》，出自《明史》

| 官衔          | 官衔                       | 官衔          |
| ------------- | -------------------------- | ------------- |
| 前任： 葉向高 | 明朝内阁首辅 1624年        | 繼任： 朱國禎 |
| 前任： 周道登 | 明朝内阁首辅 1628年-1630年 | 繼任： 李標   |